# 方孝復
方孝復，方孝孺堂弟。
洪武二十五年，曾上書明太祖，請求減損信國公湯和增收的寧海縣賦稅，結果被貶謫戍守慶遠衛。到了1402年，因為他被編入軍籍，在方孝孺滅十族時得以免死。後來他的兒子方琬也獲釋為民。